# Magda Skoglund
Maria Magdalena (Magda) Skoglund, född 13 december 1876 i Borås, död 23 februari 1961 i Göteborg, var en svensk målare.
Hon var dotter till bankdirektören Claes Skoglund och Beata Matilda Andersson och gift med provinsialläkaren Axel Planck (1864–1942) i hans andra gifte. Skoglund studerade i sin ungdom konst i Düsseldorf där hon studerade traditionellt måleri och det begynnande friluftsmåleriet. Hon var en av medlemmarna i konstnärssammanslutningen Klicken i Borås och medverkade i gruppens utställningar. Hennes konst består av blomsterstilleben och idylliska landskapsmålningar utförda i olja. Magda Skoglund är begravd på S:t Ansgars griftegård i Borås.     